# Dolabrosaurus
Dolabrosaurus es un género de reptiles extintos y miembro de la familia Drepanosauridae.

## Descubrimiento
Se han encontrado fósiles de Dolabrosaurus en la Formación Chinle de Nuevo México.